# Copper Blue
| Оценки критиков      | Оценки критиков |
| Источник             | Оценка          |
| -------------------- | --------------- |
| AllMusic             | [ 4 ]           |
| Chicago Tribune      | [ 5 ]           |
| Entertainment Weekly | B+              |
| Los Angeles Times    | [ 7 ]           |
| Mojo                 | [ 8 ]           |
| NME                  | 9/10            |
| Pitchfork            | 8.9/10          |
| Q                    | [ 10 ]          |
| Rolling Stone        | [ 11 ]          |
| The Village Voice    | A−              |

Copper Blue — дебютный студийный альбом американской рок-группы Sugar, выпущенный в 1992 году.

## Об альбоме
Все песни на альбоме написаны вокалистом и гитаристом Бобом Моулдом, который также выступил сопродюсером. В музыкальном плане альбом продолжает гитарный стиль предыдущей группы Моулда — Hüsker Dü, однако со сниженным темпом и ещё большим акцентом на мелодиях. Copper Blue стал самой коммерчески успешной работой Моулда за всю его музыкальную карьеру. С момента выпуска альбом был продан тиражом более 250 тысяч копий. Пластинка была названа альбомом года журналом New Musical Express. Альбом добрался до 10-го места в UK Albums Chart.
Продюсером альбома выступил Лу Джиордано (англ. Lou Giordano), который до этого уже сотрудничал с Моулдом, работая концертным звукорежиссером Hüsker Dü, а также осуществляя сведение первого сольного альбома Моулда Workbook.
Сингл «If I Can’t Change Your Mind» пользовался умеренным успехом и достиг 30-го места в британском хит-параде UK Singles Chart.
Несколько записанных песен не были включены в альбом. Позже из них был составлен и выпущен мини-альбом Beaster.
В 1992 году вышла ограниченная версия альбома в медной коробке тиражом 2500 копий, содержащая полароидную фотографию.
В 2006 году группа Train записала кавер-версию «If I Can’t Change Your Mind» на своем альбоме «For Me, It’s You».
В 2011 году лейбл Rykodisc выпустил ремастированную версию альбома на CD и 180-граммовом виниле. Версия на виниле сопровождается картой для бесплатного скачивания цифровой версии альбома.

## Список композиций
Слова и музыка всех песен — Боб Моулд.
| №   | Название                      | Длительность |
| --- | ----------------------------- | ------------ |
| 1.  | «The Act We Act»              | 5:10         |
| 2.  | «A Good Idea»                 | 3:47         |
| 3.  | «Changes»                     | 5:01         |
| 4.  | «Helpless»                    | 3:05         |
| 5.  | «Hoover Dam»                  | 5:27         |
| 6.  | «The Slim»                    | 5:14         |
| 7.  | «If I Can't Change Your Mind» | 3:18         |
| 8.  | «Fortune Teller»              | 4:27         |
| 9.  | «Slick»                       | 4:59         |
| 10. | «Man on the Moon»             | 4:32         |

## Позиции в чартах
| Чарт            | Высшая позиция |
| --------------- | -------------- |
| UK Album Chart  | 10             |
| Top Heatseekers | 10             |

| Год  | Сингл                         | Чарт               | Высшая позиция |
| ---- | ----------------------------- | ------------------ | -------------- |
| 1992 | «Helpless»                    | Modern Rock Tracks | 5              |
| 1992 | «Helpless»                    | Новая Зеландия     | 37             |
| 1992 | «A Good Idea»                 | UK Singles Chart   | 65             |
| 1992 | «If I Can't Change Your Mind» | UK Singles Chart   | 30             |

## Участники записи
- Боб Моулд — гитара, вокал, клавишные, перкуссия
- Дэвид Барб — бас-гитара
- Малколм Трэвис — ударные, перкуссия